# Crater Lake
Crater Lake (svenska: 'Kratersjön'; på klamath: Giiwas) är en kratersjö i södra Oregon i västra USA. Den är centralpunkten i Crater Lake nationalpark och känd för sitt djupblå och klara vatten. Den räknas som USA:s djupaste insjö.

## Beskrivning, historik
Sjön fyller ut en 655 meter djup kaldera som bildades när Mount Mazama kollapsade för cirka 7 700 år sedan.
Inga vattendrag rinner ut i sjön. Sjövattnets avdunstning kompenseras genom regn och snö, i en takt som motsvarar sjöns totala volym på 250 år.
Sjöns största djup är 594 meter, vilket gör den till USA:s djupaste insjö. Den räknas som världens nionde djupaste insjö, men även som insjön med det tredje största medeldjupet.

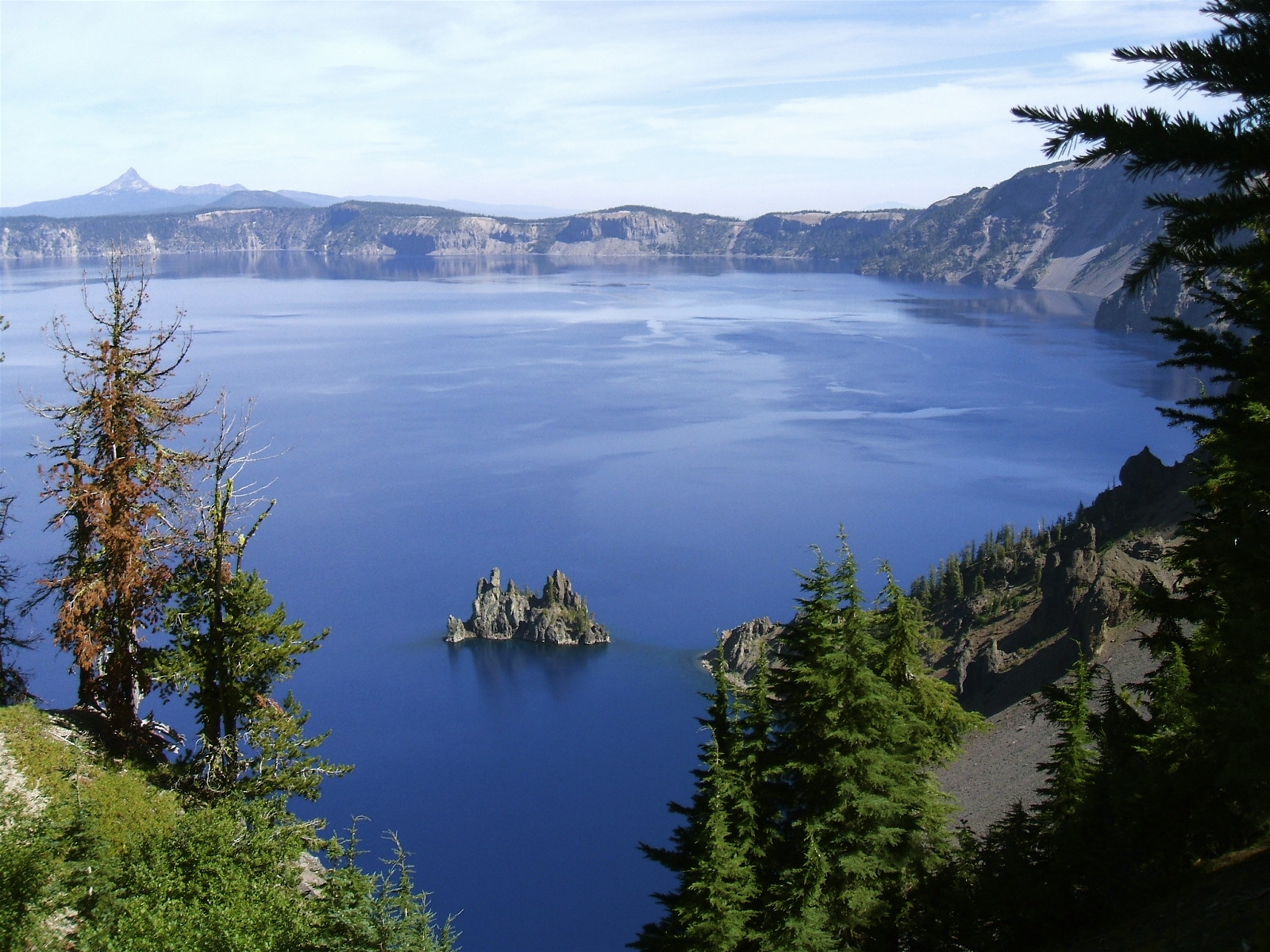
Crater Lake med Phantom Ship en bit ut från södra sjökanten.

Två mindre öar finns i sjön. Wizard Island, belägen längs med den västra stranden, är en askkon på cirka 128 hektars yta. Phantom Ship är en naturlig stenpelare nära den södra sjökanten.
Crater Lake har sedan 2002 synts på delstaten Oregons registreringsskyltar, och en del av registreringsavgiften för fordon i Oregon går till stöd för nationalparkens drift. USA präglade 2005 ett minnesmynt för Oregon med Crater Lake på frånsidan.
Sjön och den omgivande nationalparken erbjuder en stor mängd fritidsaktiviteter, inklusive vandringsleder, cykelvägar, längdskidåkning och fiske. Sommartid erbjuds campingplatser och övernattningsstugor för besökare.